# Tschechische Badminton-Mannschaftsmeisterschaft 2009
Die Tschechische Badminton-Mannschaftsmeisterschaft der Saison 2008/2009 gewann das Team von Sokol Radotín Meteor OTEC Praha.

## Vorrunde
| Platz | Mannschaft                           | Spiele | Siege | Remis | Niederlagen | Spielverh. | Punkte |
| ----- | ------------------------------------ | ------ | ----- | ----- | ----------- | ---------- | ------ |
| 1     | Sokol Radotín Meteor OTEC A          | 7      | 6     | 1     | 0           | 45-11      | 20     |
| 2     | BK 1973 Deltacar Benátky nad Jizerou | 7      | 6     | 1     | 0           | 42-14      | 20     |
| 3     | Sokol Dobruška                       | 7      | 4     | 1     | 2           | 37-19      | 16     |
| 4     | Sokol Radotín Meteor OTEC B          | 7      | 2     | 2     | 3           | 21-35      | 13     |
| 5     | SK Prosek Praha                      | 7      | 2     | 1     | 4           | 19-37      | 12     |
| 6     | Sokol Brno Jehnice                   | 7      | 1     | 2     | 4           | 24-32      | 11     |
| 7     | Astra ZM Praha                       | 7      | 1     | 1     | 5           | 21-35      | 10     |
| 8     | SKB Český Krumlov                    | 7      | 1     | 1     | 5           | 15-41      | 10     |

## Play-off-Endstand
| Platz | Mannschaft                      |
| ----- | ------------------------------- |
| 1.    | Sokol Radotín Meteor OTEC A     |
| 2.    | Sokol Dobruška                  |
| 3.    | BK Deltacar Benátky nad Jizerou |
| 4.    | Sokol Radotín Meteor OTEC B     |
| 5.    | SK Prosek Praha                 |
| 6.    | Sokol Brno Jehnice              |
| 7.    | Astra ZM Praha                  |
| 8.    | SKB Český Krumlov               |